# Zeiță pe tron

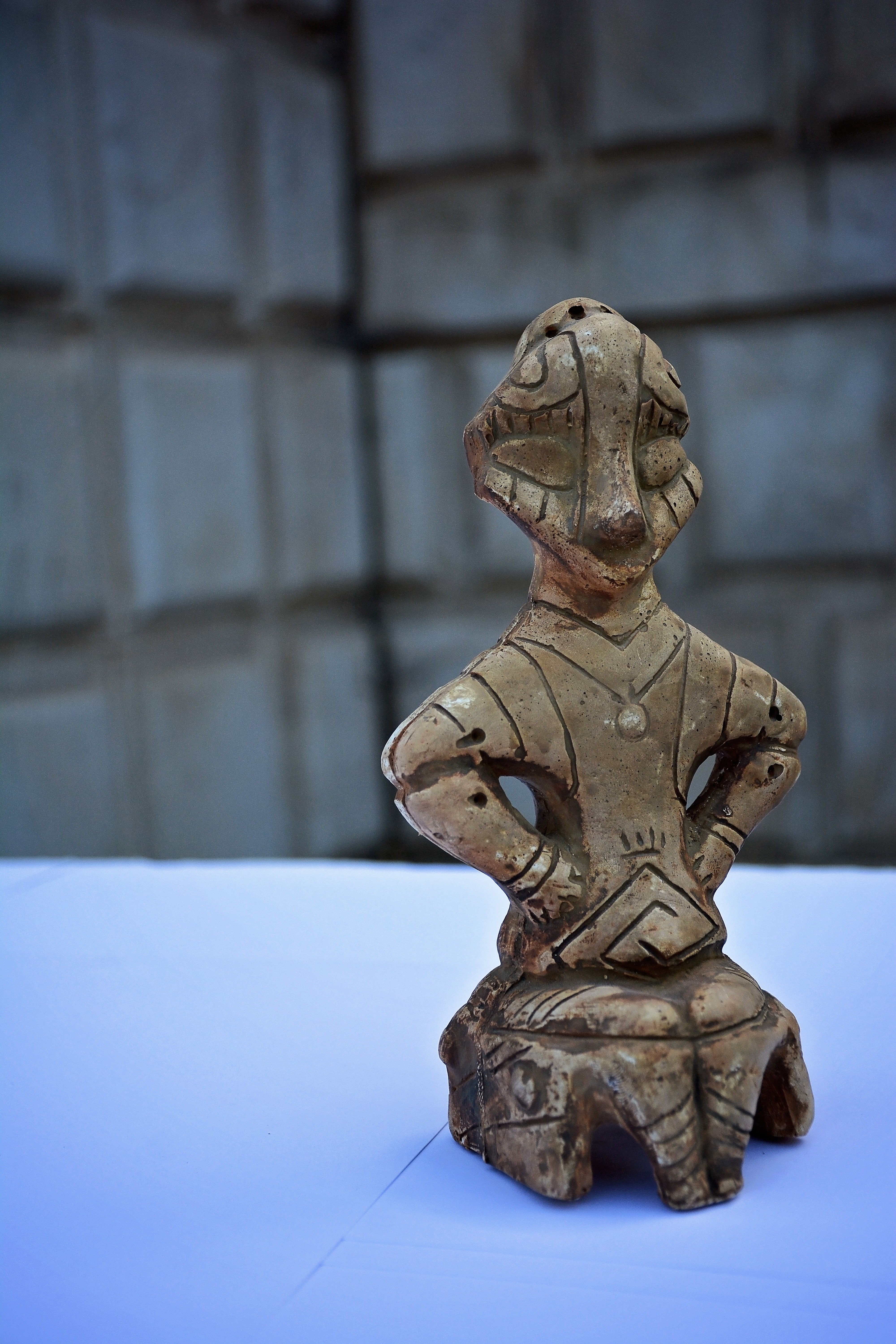
Zeița de pe tron (5700–4500 î.Hr.) la Muzeul Kosovo din Priștina

Zeiță pe tron (în albaneză Hyjnesha në fron) este o figurină din teracotă găsită în zona morii Tjerrtorja din Priștina, capitala statului Kosovo, în 1956. Figurina de teracotă care stă pe un tron este un exemplar bine conservat al culturii Vinca neolitice (cunoscută și sub denumirea Turdas în Kosovo). Are 18,5 cm înălțime și este datată a fi fost realizată cândva între anii 5700–4500 î.Hr.
Figurina reprezintă o zeitate feminină, reflectând cultul marelui idol al mamei. Este păstrat în Muzeul Kosovo din Priștina, care a adoptat figura idolulului ca logo. Este unul dintre cele mai prețioase artefacte arheologice din Kosovo. A fost, de asemenea, adoptat ca simbol al orașului Priștina.
Figurina a fost descoperită de experții de la Muzeul Național al Serbiei în 1956. Zeița [de] pe tron a fost furată la sfârșitul anului 1998 de Galeria Academiei Sârbe de Științe și Arte pentru expoziția sa intitulată Arheološko blago Kosova i Metohije - od neolita do ranog Srednjeg veka (Tezaurul arheologic din Kosovo și Metohia - din perioada neolitică până în Evul Mediu). După războiul din Kosovo, figurina a fost păstrată la Belgrad. În 2002, președintele de atunci al Centrului de coordonare pentru Kosovo și Metohia, Nebojša Čović⁠(d), a returnat figurina la Priština ca „un semn de bunăvoință față de albanezii din Kosovo”. Acest lucru s-a întâmplat după insistențele supraveghetorului ONU de atunci, Michael Steiner.
Figurina a devenit un simbol al culturii albanezilor din Kosovo.
În prezent, circa 1200 de obiecte găsite în Kosovo au rămas în Serbia, în ciuda numeroaselor cereri pentru returnarea lor de către poporul kosovar.

## Galerie

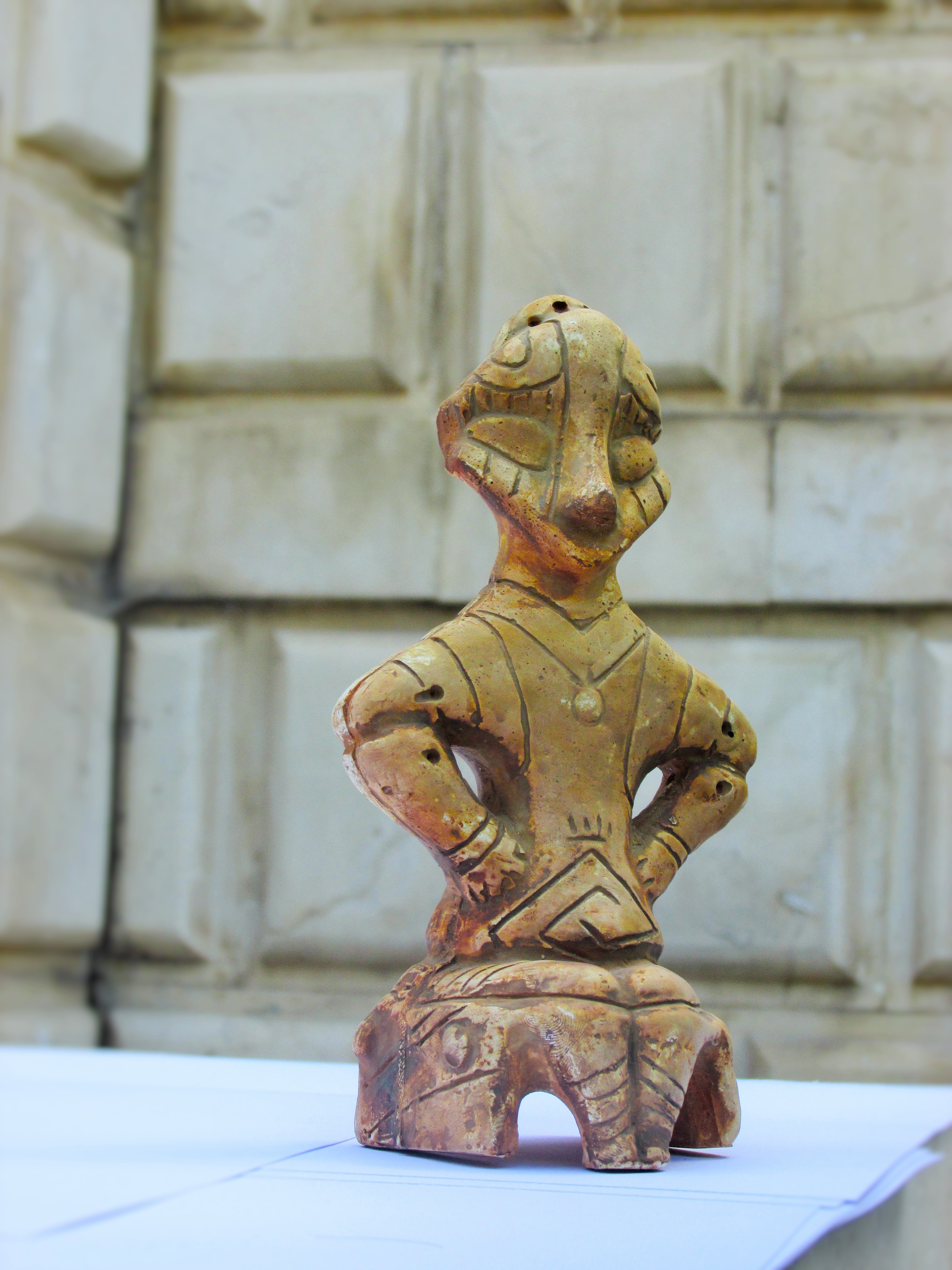
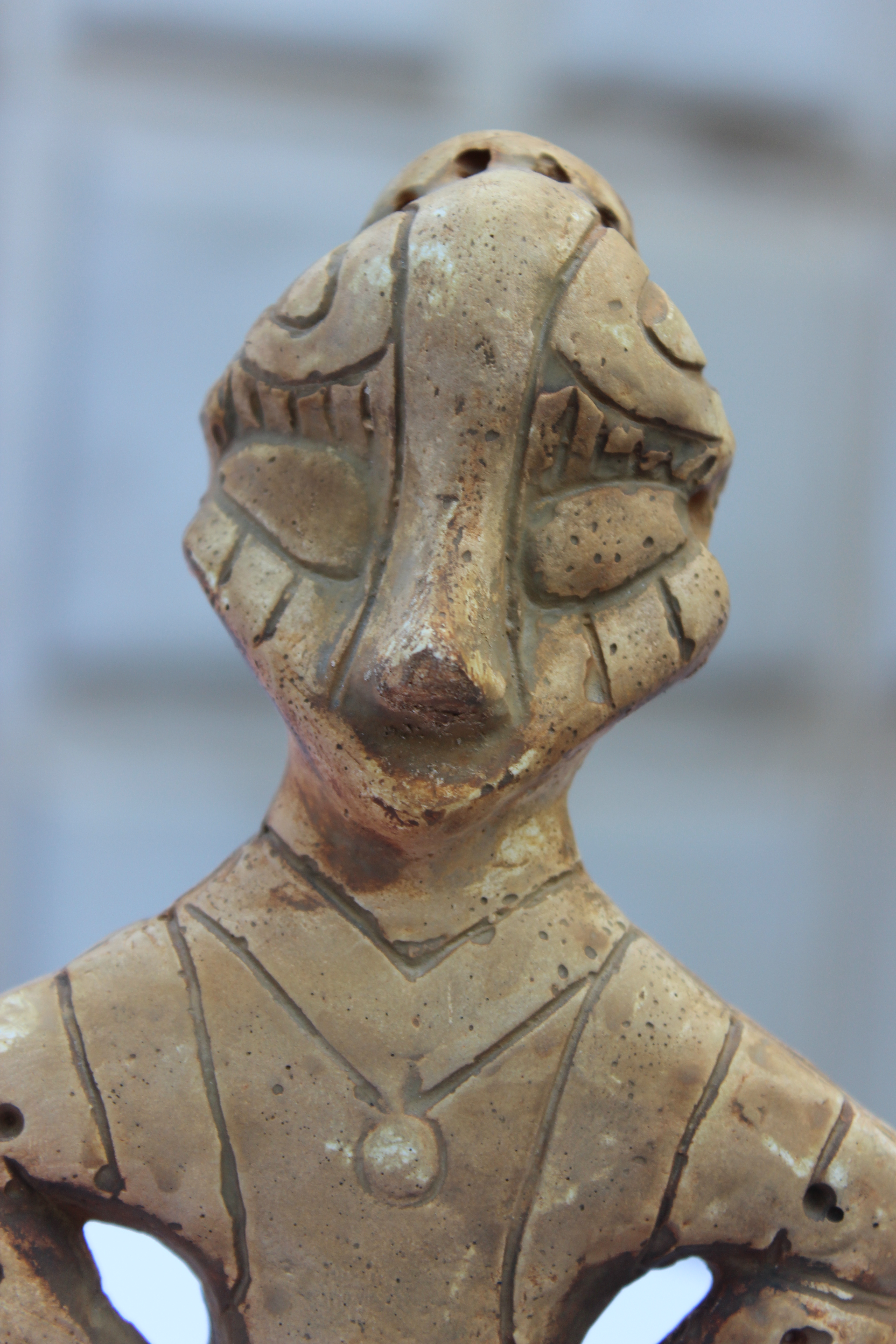
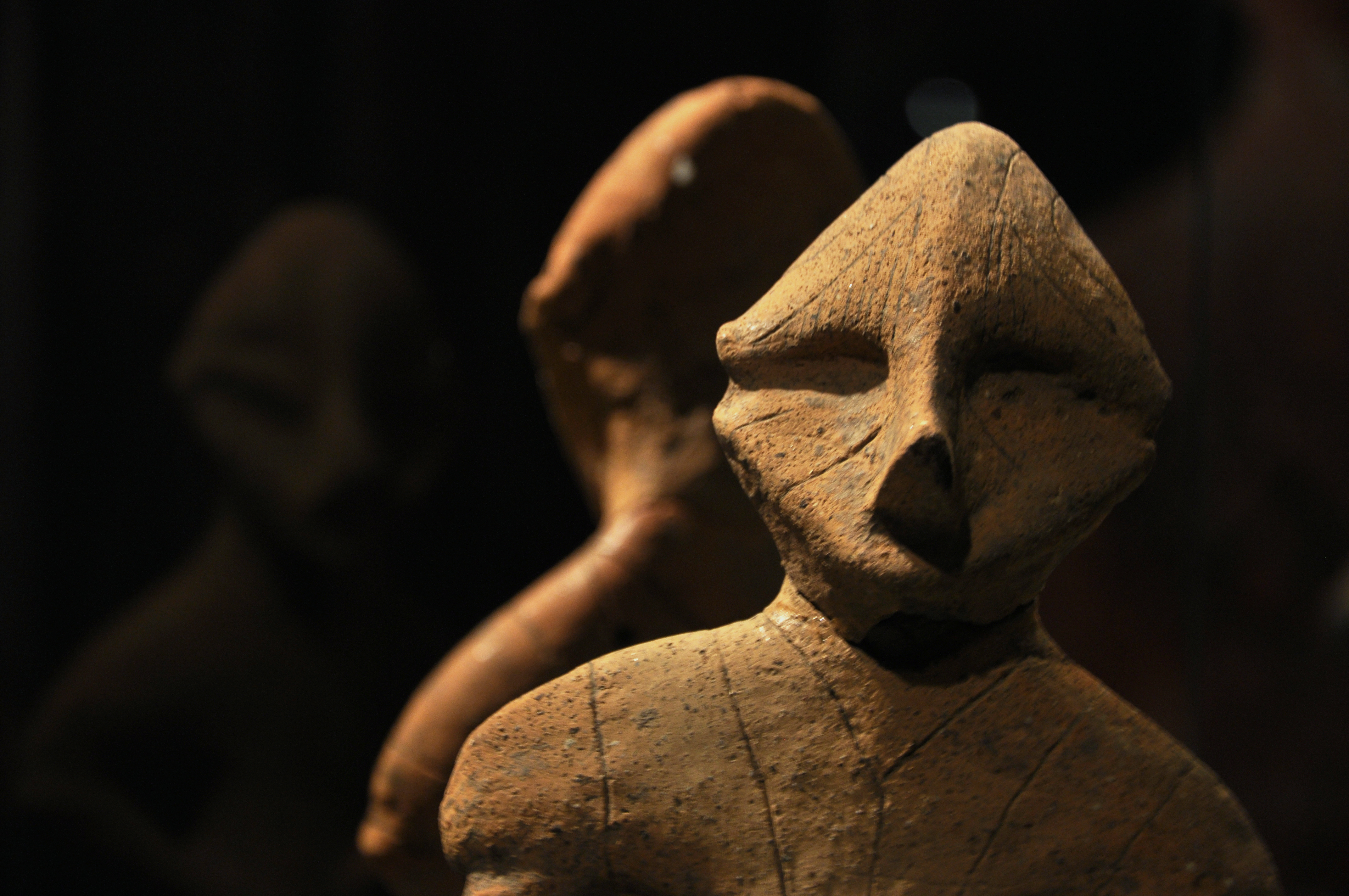
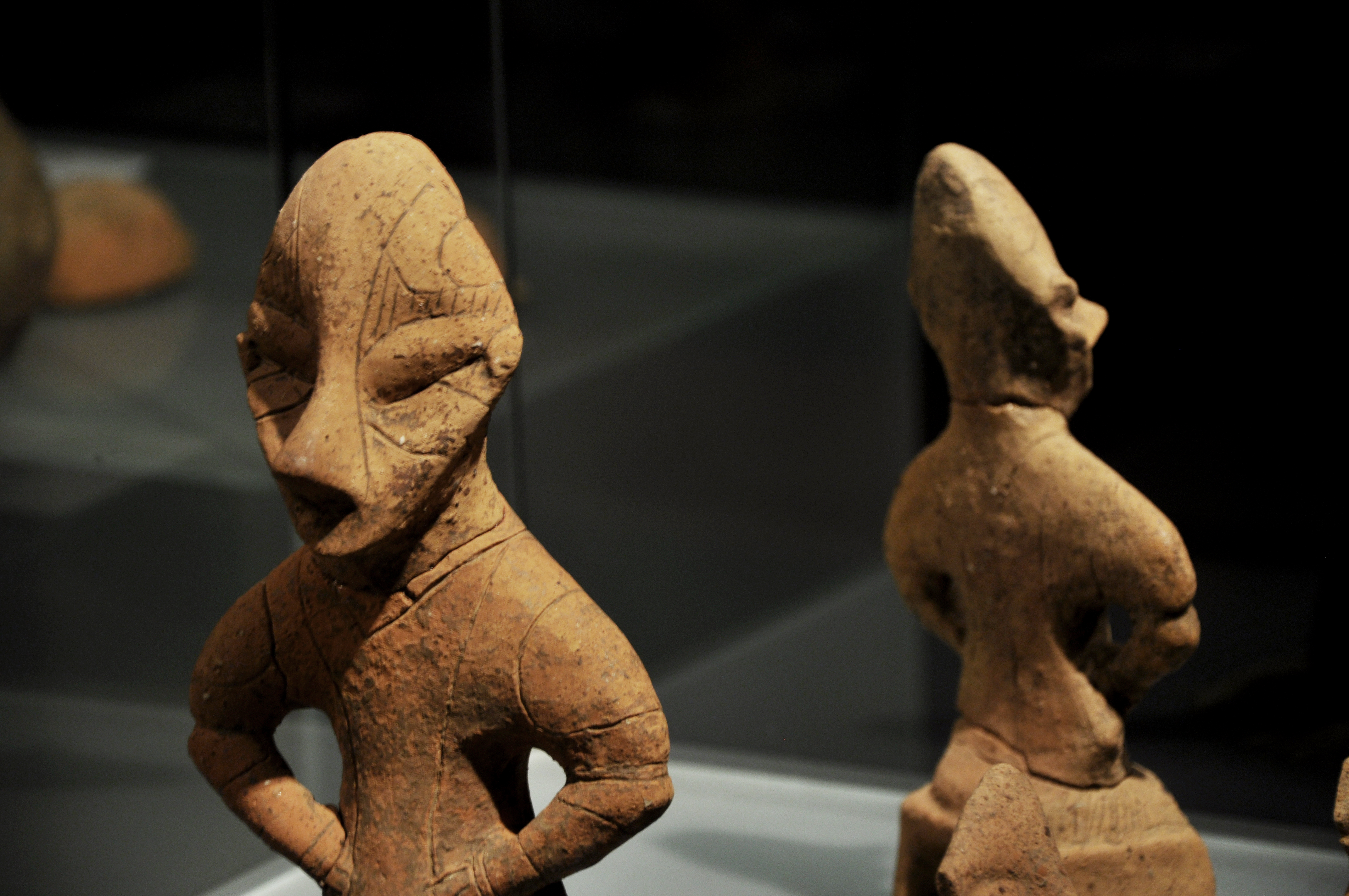
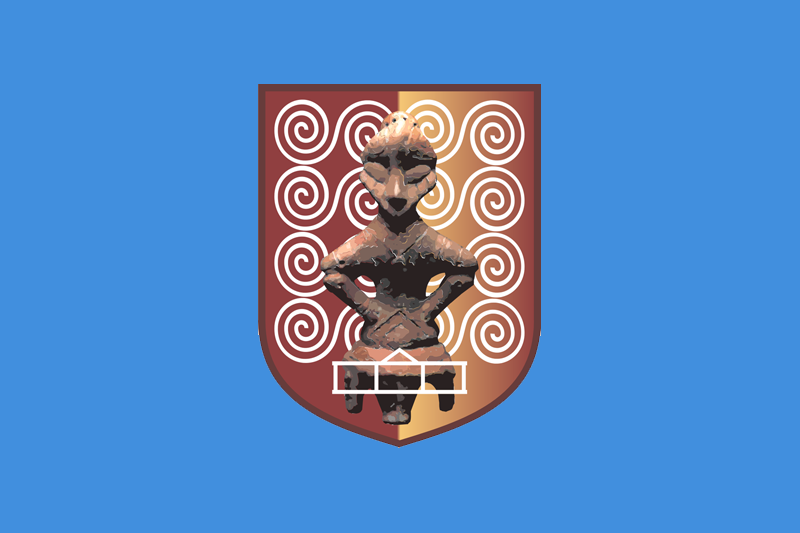